# ترک‌انجیر
ترک‌انجیر (به لاتین: Türkəncil) یک منطقهٔ مسکونی در جمهوری آذربایجان است که در شهرستان لنکران واقع شده‌است.

## خصوصیات
ترک‌انجیر ۵۵۱ نفر جمعیت دارد.

## ریشه واژه
گفته می‌شود ترک‌انجیر به‌معنای روستای ترک‌ها است. انجیل ممکن است اشاره به درخت انجیلی نیز داشته باشد.